# 福岡市立横手小学校
福岡市立横手小学校（ふくおかしりつ よこてしょうがっこう）は、福岡県福岡市南区横手4丁目にある公立小学校。
学校番号145（福岡市教育委員会）

## 特色
横手小学校は１～６年生の全学年で英語教育を行っており、市内でも屈指の英語教育先進校である。
平成24年には外国語活動支援事業重点校に指定され、授業公開されたときには高島市長(当時)が視察に来校、児童と英語で会話した。
また、福岡市南区内で全面芝生の校庭を保有する唯一の市立小中学校である(平成30年時)。

1学年～6学年、及び青空教室（特別支援学級）を有する。

## 歴史
- 1995年（平成7年）4月1日 - 福岡市立曰佐小学校・福岡市立高木小学校より分離、児童数660名にて開校
- 2013年（平成25年）6月22日 - 創立20周年を記念して、校庭の芝生化事業実施（グリーングリーン大作戦）
- 2014年（平成26年）10月22日 - 創立20周年記念式典・祝賀会を実施

## 通学区域
南区の以下の地区。
- 横手1,2,3,4丁目（横手3丁目の一部[曰佐小学校敷地]を除く）
- 横手南町

南区南東部の住宅地。
校区の南端は春日市との市境。  

## 校区内の主な施設
- 香蘭女子短期大学・香蘭女子短期大学 附属香蘭幼稚園
- 正法寺ルンビニー幼稚園・正法寺保育園
- 福岡市立曰佐小学校（住所は横手3丁目）
- 福岡市立横手中学校
- 博多温泉 元祖元湯（校区内の各地で温泉が湧き出ている）
- 正法寺
- 宝満神社
- 清水園（平成29年廃園）

## 進学先中学校
福岡市立横手中学校

## 著名な出身者
- 中村蒼（モデル・俳優）

　　TV番組「A-Studio」にて、笑福亭鶴瓶が中村蒼の母校（横手小学校）を訪れた。（2014年4月4日放送:第255回）